# Boštjan Udovič
Boštjan Udovič, slovenski politolog in ekonomist; * 2. september 1980.

## Življenjepis
Obiskoval je Osnovno šolo v Sečovljah, gimnazijo v Piranu. Leta 1999 se je vpisal na študij Politologije - smer mednarodni odnosi na Fakulteti za družbene vede Univerze v Ljubljani, kjer je leta 2004 diplomiral z diplomskim delom Nove teorije mednarodne menjave in majhne države. Študij je nadaljeval na magistrskem študiju mednarodne ekonomije na ljubljanski Ekonomski fakulteti. Leta 2006 mu je bil odobren neposredni prehod na doktorski študij. Tri leta pozneje, leta 2009, je na isti fakulteti še doktoriral iz mednarodne ekonomije na temo: Ekonomska varnost in ekonomska diplomacija: Primer Nove Ljubljanske banke na trgih Zahodnega Balkana. Za svoje doktorsko delo je leta 2010 prejel nagrado podjetja Trimo Trebnje d.d. Leta 2013 je prejel priznanje Univerze v Ljubljani Svečano listino za mlade visokošolske učiteljice in učitelje.
Od leta 2005 je zaposlen na Fakulteti za družbene vede v Ljubljani, kjer je trenutno izredni profesor na katedri za mednarodne odnose. Je član Slovenskega politološkega društva, združenja Central and Eastern European Political Science Association, Zgodovinskega društva za Južno Primorsko in Slovenskega muzikološkega društva. Je avtor več del na temo diplomacije.
Poleg slovenščine tekoče govori še angleško in italijansko. Živi v Sečovljah.

## Knjige
- Zgodovina (gospodarske) diplomacije (2013; 2. dopolnjena izdaja 2018)
- Medkulturne razlike in stereotipi(zacija): prednost ali slabost pri političnem in gospodarskem sodelovanju med državami nekdanje Jugoslavije (soavtorji Marjan Svetličič, Matevž Rašković, Milan Jurše, Rok Zupančič, Romana Korez-Vide, 2017)
- Medkulturna pogajanja: izzivi, dileme in rešitve (soavtor Marjan Svetličič, 2024)